# 누나 친구 2
《신입 사원》은 2017년 공개된 대한민국의 영화이다.

## 줄거리
정희와 동철은 은밀한 섹스를 나눈다

## 출연진
- 이채담 - 윤희 역
- 도모세 - 동철 역
- 강유진 - 다정 역
- 해일이 - 상현 역